# 율동역
율동역(Yuldong station, 栗洞驛)은 경상북도 경주시 율동에 있었던 중앙선의 신호장이었다. 당시 여객열차는 정차하지 않으며, 2021년 12월 28일에 동해선 및 중앙선 복선 전철화가 완료되어 폐역되었다.
역사 관리가 잘 안되고 있어 건물 주변에 잡초가 무성했다.
서악동 무열왕릉에서 광명동 및 현재의 건천읍 화천리 경주역으로 가는 길목에 있었다.

## 연혁
- 1918년 11월 1일 : 서악역(西岳驛)으로 개업.
- 1939년 6월 1일 : 율동역으로 개칭. 무배치간이역으로 영업 개시[1]
- 1944년 6월 15일 : 폐역[2]
- 1967년 9월 1일 : 을종승차권대매소로 지정[3]
- 1974년 8월 15일 : 폐역[4]
- 1976년 10월 16일 : 역사 신축 착공
- 1976년 12월 3일 : 역사 준공
- 1977년 3월 1일 : 신호장으로 다시 영업 개시[5]
- 2005년 4월 1일 : 무인 신호장으로 변경
- 2021년 11월 17일: 폐역 고시[6]
- 2021년 12월 28일: 폐역